# 東経137度線
東経137度線（とうけい137どせん）は、本初子午線面から東へ137度の角度を成す経線である。北極点から北極海、アジア、太平洋、オーストラレーシア、インド洋、南極海、南極大陸を通過して南極点までを結ぶ。東経137度線は、西経43度線と共に大円を形成する。

## 通過する地域一覧
東経137度線は、北極点から南極点まで南に向かって以下の場所を通っている。
| 地理座標                                               | 国土・領土・領海         | 備考 |
| ------------------------------------------------------ | ------------------------ | --- |
| 北緯90度0分 東経137度0分 / 北緯90.000度 東経137.000度  | 北極海                   | |
| 北緯76度26分 東経137度0分 / 北緯76.433度 東経137.000度 | ラプテフ海               | |
| 北緯75度21分 東経137度0分 / 北緯75.350度 東経137.000度 | ロシア                   | ノヴォシビルスク諸島・コテリヌイ島 |
| 北緯75度14分 東経137度0分 / 北緯75.233度 東経137.000度 | ラプテフ海               | |
| 北緯71度28分 東経137度0分 / 北緯71.467度 東経137.000度 | ロシア                   | |
| 北緯55度47分 東経137度0分 / 北緯55.783度 東経137.000度 | オホーツク海             | |
| 北緯55度5分 東経137度0分 / 北緯55.083度 東経137.000度  | ロシア                   | Feklistova Island |
| 北緯54度54分 東経137度0分 / 北緯54.900度 東経137.000度 | オホーツク海             | |
| 北緯53度50分 東経137度0分 / 北緯53.833度 東経137.000度 | ロシア                   | |
| 北緯45度18分 東経137度0分 / 北緯45.300度 東経137.000度 | 日本海                   | |
| 北緯37度25分 東経137度0分 / 北緯37.417度 東経137.000度 | 日本                     | 本州 — 石川県 |
| 北緯37度11分 東経137度0分 / 北緯37.183度 東経137.000度 | 日本海                   | 七尾湾 |
| 北緯37度8分 東経137度0分 / 北緯37.133度 東経137.000度  | 日本                     | 能登島 — 石川県 |
| 北緯37度7分 東経137度0分 / 北緯37.117度 東経137.000度  | 日本海                   | 七尾湾 |
| 北緯37度3分 東経137度0分 / 北緯37.050度 東経137.000度  | 日本                     | 本州 — 石川県 — 富山県（北緯36度58分 東経137度0分 / 北緯36.967度 東経137.000度から）                                                                        |
| 北緯36度53分 東経137度0分 / 北緯36.883度 東経137.000度 | 日本海                   | 富山湾 |
| 北緯36度51分 東経137度0分 / 北緯36.850度 東経137.000度 | 日本                     | 本州 — 富山県 — 岐阜県（北緯36度17分 東経137度0分 / 北緯36.283度 東経137.000度から） — 愛知県（北緯35度23分 東経137度0分 / 北緯35.383度 東経137.000度から） |
| 北緯34度49分 東経137度0分 / 北緯34.817度 東経137.000度 | 三河湾                   | 日間賀島・木島・篠島を通過 |
| 北緯34度33分 東経137度0分 / 北緯34.550度 東経137.000度 | 太平洋                   | |
| 南緯1度50分 東経137度0分 / 南緯1.833度 東経137.000度   | インドネシア             | Kurudu島 |
| 南緯1度51分 東経137度0分 / 南緯1.850度 東経137.000度   | チェンデラワシ湾         | |
| 南緯2度7分 東経137度0分 / 南緯2.117度 東経137.000度    | インドネシア             | ニューギニア島 |
| 南緯4度56分 東経137度0分 / 南緯4.933度 東経137.000度   | アラフラ海               | |
| 南緯12度20分 東経137度0分 / 南緯12.333度 東経137.000度 | カーペンタリア湾         | オーストラリア・グルートアイランド島（南緯14度15分 東経136度57分 / 南緯14.250度 東経136.950度）の東を通過                                                   |
| 南緯15度35分 東経137度0分 / 南緯15.583度 東経137.000度 | オーストラリア           | ノーザンテリトリー — ヴァンダーリン島（英語版）、本土 南オーストラリア州 — 南緯26度0分 東経137度0分 / 南緯26.000度 東経137.000度から                        |
| 南緯33度44分 東経137度0分 / 南緯33.733度 東経137.000度 | スペンサー湾             | |
| 南緯34度56分 東経137度0分 / 南緯34.933度 東経137.000度 | オーストラリア           | 南オーストラリア州 — ヨーク半島 |
| 南緯35度13分 東経137度0分 / 南緯35.217度 東経137.000度 | インベスティゲーター海峡 | |
| 南緯35度40分 東経137度0分 / 南緯35.667度 東経137.000度 | オーストラリア           | 南オーストラリア州 — カンガルー島 |
| 南緯36度1分 東経137度0分 / 南緯36.017度 東経137.000度  | インド洋                 | オーストラリア当局は当海域が南極海の一部である旨を主張している[1][2]                                                                                        |
| 南緯60度0分 東経137度0分 / 南緯60.000度 東経137.000度  | 南極海                   | |
| 南緯66度19分 東経137度0分 / 南緯66.317度 東経137.000度 | 南極大陸                 | アデリーランド - フランスが領有権主張 |